# Duitsland op het Eurovisiesongfestival 2018

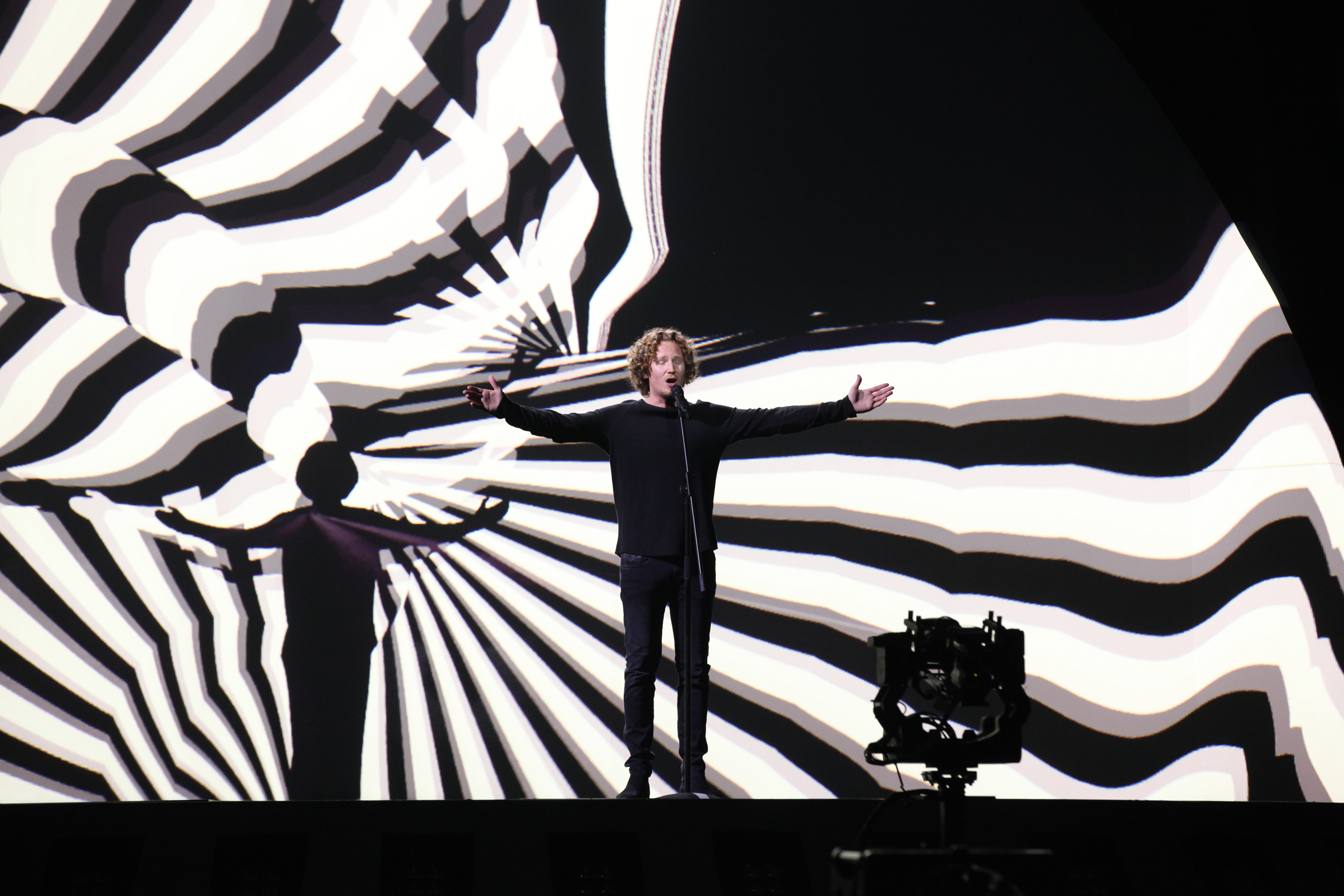
Michael Schulte in Lissabon.

Duitsland nam deel aan het Eurovisiesongfestival 2018 in Lissabon, Portugal. Het was de 62ste deelname van het land aan het Eurovisiesongfestival. ARD was verantwoordelijk voor de Duitse bijdrage voor de editie van 2018.

## Selectieprocedure
ARD bevestigde op 16 mei 2017 te zullen deelnemen aan de komende editie van het Eurovisiesongfestival. ARD opteerde voor een nationale finale. Geïnteresseerde artiesten konden zich van 27 oktober tot 6 november 2017 online inschrijven. ARD ontving meer dan vierduizend inzendingen. Een door ARD samengestelde jury met 100 fans van het Eurovisiesongfestival selecteerde vervolgens zeventien kandidaten die aan een workshop mochten deelnemen waar ze stem- en choreografielessen kregen. Daarna kozen de fanjury en een internationale jury (bestaande uit twintig leden die in het verleden reeds in nationale vakjury's zaten die stemmen uitbrachten tijdens het Eurovisiesongfestival) samen zes artiesten die mochten deelnemen aan de nationale finale.
Unser Lied für Lissabon werd gehouden op 22 februari 2018 in de Studio Berlin Adlershof in Berlijn en gepresenteerd door Linda Zervakis en Alexander Duszat. De fanjury, de internationale vakjury en het televotende publiek stonden elk in voor één derde van de punten. Uiteindelijk ging Michael Schulte met You let me walk alone met de eindoverwinning aan de haal.

## Unser Lied für Lissabon
| Plaats | Artiest         | Lied                  | Fans | Jury | Publiek | Totaal |
| ------ | --------------- | --------------------- | ---- | ---- | ------- | ------ |
| 1      | Michael Schulte | You let me walk alone | 12   | 12   | 12      | 36     |
| 2      | Xavier Darcy    | Jonah                 | 8    | 10   | 7       | 25     |
| 3      | Ryk             | You and I             | 10   | 8    | 5       | 23     |
| 4      | Ivy Quainoo     | House on fire         | 7    | 7    | 8       | 22     |
| 5      | VoXXclub        | I mog Di so           | 6    | 5    | 10      | 21     |
| 6      | Natia Todua     | My own way            | 5    | 6    | 6       | 17     |

## In Lissabon
Als lid van de vijf grote Eurovisielanden mocht Duitsland automatisch deelnemen aan de grote finale, op zaterdag 12 mei 2018. Michael Schulte was als elfde van 26 artiesten aan de beurt, net na Sanja Ilić & Balkanika uit Servië en gevolgd door Eugent Bushpepa uit Albanië. Duitsland eindigde uiteindelijk op de vierde plaats, met 340 punten. Het land kreeg van Nederland en Denemarken de 12 televote punten. Van dezelfde landen met Noorwegen en Zwitserland erbij kreeg het land ook nog eens het maximum van de jurypunten.
1956 · 1957 · 1958 · 1959 · 1960 · 1961 · 1962 · 1963 · 1964 · 1965 · 1966 · 1967 · 1968 · 1969 · 1970 · 1971 · 1972 · 1973 · 1974 · 1975 · 1976 · 1977 · 1978 · 1979 · 1980 · 1981 · 1982 · 1983 · 1984 · 1985 · 1986 · 1987 · 1988 · 1989 · 1990 · 1991 · 1992 · 1993 · 1994 · 1995 · 1996 · 1997 · 1998 · 1999 · 2000 · 2001 · 2002 · 2003 · 2004 · 2005 · 2006 · 2007 · 2008 · 2009 · 2010 · 2011 · 2012 · 2013 · 2014 · 2015 · 2016 · 2017 · 2018 · 2019 · 2020 · 2021 · 2022 · 2023 · 2024 · 2025
Albanië · Armenië · Australië · Azerbeidzjan · België · Bulgarije · Cyprus · Denemarken · Duitsland · Estland · Finland · Frankrijk · Georgië · Griekenland · Hongarije · Ierland · IJsland · Israël · Italië · Kroatië · Letland · Litouwen · Macedonië · Malta · Moldavië · Montenegro · Nederland · Noorwegen · Oekraïne · Oostenrijk · Polen · Portugal · Roemenië · Rusland · San Marino · Servië · Slovenië · Spanje · Tsjechië · Verenigd Koninkrijk · Wit-Rusland · Zweden · Zwitserland